# اورلاد زراد
اورلاد زراد (به فرانسوی: Oulad Zarrad) یک منطقهٔ مسکونی در مراکش است که در استان قلعه سراغنه واقع شده‌است. اورلاد زراد ۱۱٬۲۲۸ نفر جمعیت دارد.